# (6264) 1980 SQ
(6264) 1980 SQ là một tiểu hành tinh vành đai chính. Nó được phát hiện bởi Zdeňka Vávrová ở Đài thiên văn Kleť gần České Budějovice, Cộng hòa Séc, ngày 29 tháng 9 năm 1980.